# Greenland (Barbados)
Greenland é uma cidade da paróquia de Saint Andrew, em Barbados. Tem aproximadamente 600 habitantes.